# Filipp Jermasz
Filipp Timofiejewicz Jermasz (ros. Фили́пп Тимофе́евич Ерма́ш, ur. 4 września 1923 ze wsi Żarkowo w guberni nowonikołajewskiej (obecnie obwód nowosybirski), zm. 19 marca 2002 w Moskwie) – radziecki działacz państwowy i partyjny.

## Życiorys
W 1941 został żołnierzem Armii Czerwonej, brał udział w II wojnie światowej jako szeregowy, dowódca oddziału i zastępca dowódcy plutonu, od 1945 był członkiem WKP(b). W 1951 ukończył studia na Wydziale Historycznym Uralskiego Uniwersytetu Państwowego, po czym został II sekretarzem i następnie I sekretarzem Komitetu Miejskiego Komsomołu w Swierdłowsku (Jekaterynburgu), w latach 1956-1962 był zastępcą kierownika i kierownikiem wydziału Komitetu Obwodowego KPZR w Swierdłowsku. Następnie kierownik sektora i zastępca kierownika Wydziału Kultury KC KPZR, od sierpnia 1972 do lipca 1978 przewodniczący Państwowego Komitetu Rady Ministrów ZSRR ds. kinematografii, od lipca 1978 do grudnia 1986 przewodniczący Państwowego Komitetu ZSRR ds. kinematografii, w latach 1976-1989 zastępca członka KC KPZR, od grudnia 1986 na emeryturze. Deputowany do Rady Najwyższej ZSRR od VIII do XI kadencji.

## Odznaczenia
- Order Lenina
- Order Rewolucji Październikowej
- Order Czerwonego Sztandaru Pracy (trzykrotnie)
- Order Wojny Ojczyźnianej I klasy
- Order Czerwonej Gwiazdy